# Pterolophia ferrugineotincta
Pterolophia ferrugineotincta är en skalbaggsart som beskrevs av Aurivillius 1926. Pterolophia ferrugineotincta ingår i släktet Pterolophia och familjen långhorningar. Inga underarter finns listade i Catalogue of Life.